# Isole Debenham
Le isole Debenham sono un arcipelago situato al largo della costa di Fallières, nella Terra di Graham, in Antartide. Situato in particolare nel canale di Powell, tra l'isola Millerand e la costa, l'arcipelago è formato da diverse isole a cui si aggiungono piccoli affioramenti rocciosi, le sei isole in particolare sono l'isola Ann, l'isola Audrey, l'isola Barbara, l'isola Barry, l'isola Brian e l'isola June.

## Storia
L'arcipelago è stato scoperto e cartografato nel corso della spedizione britannica nella Terra di Graham, condotta dal 1934 al 1937 al comando di John Riddoch Rymill, che stabilì la sua base sull'isola Barry nel 1936 e nel 1937. Proprio Rymill battezzò l'arcipelago con il suo attuale nome in onore di Frank Debenham, uno dei membri del comitato consultivo della spedizione, e tutte le sue isole con il nome dei figli di Debenham. Nel 1951 sempre sull'isola Barry è stato installato il primo insediamento argentino a sud del circolo polare antartico, poi battezzato base Generale San Martín. Utilizzata fino al 1961 e poi abbandonata, dal 1971 la base è divenuta un insediamento permanente e centro di coordinamento di diversi altri insediamenti argentini in Antartide.